# 上衣細胞

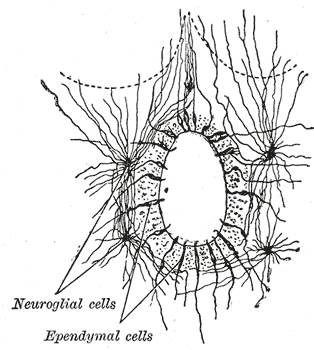

上衣細胞（じょういさいぼう、英: ependiomocyte, ependymal cell）は、中枢神経系に存在する脳室系（嗅脳室、側脳室、第三脳室、中脳水道、第四脳室、脊髄中心管）の壁（上衣）を構成する細胞。上衣細胞の形態は脳室系の部位により変化に富む。脳室内で脈絡叢上皮や脳室正中面で脳室周囲器官を形成する。

## 上衣細胞の機能
上衣細胞の表面には多数の繊毛が生えており、脳室内での脳脊髄液の循環、脳室から脳実質への物質輸送などの機能を有していると考えられている。

## タニサイト
脳室周囲器官や脳室の特定の部位では一部の上衣細胞の基底突起が長く伸び、脳実質を横切り脳の表面や血管壁に達している。このような細胞をタニサイト（有尾細胞、伸長上衣細胞）とよぶ。タニサイトの基底突起は近くのタニサイトから出たものと集合して小束を形成する。これが光学顕微鏡では上衣線維に相当する。タニサイトは密着結合でつながっており、脳室周囲器官と脳脊髄液の自由な物質交換を妨げている。タニサイトの基底突起は血管壁のエンドフット（終足）として終わる。血管壁やその近傍にあるタニサイトのエンドフットにはシナプス様構造をもって接触する神経終末があるが、タニサイトはそのエンドフットを神経終末と血管壁の間に伸ばしたり引っ込めたりすることによって神経と血管壁の接触を遮断したり、逆に接触面を増やしたりする。